# Forstersche Kentia

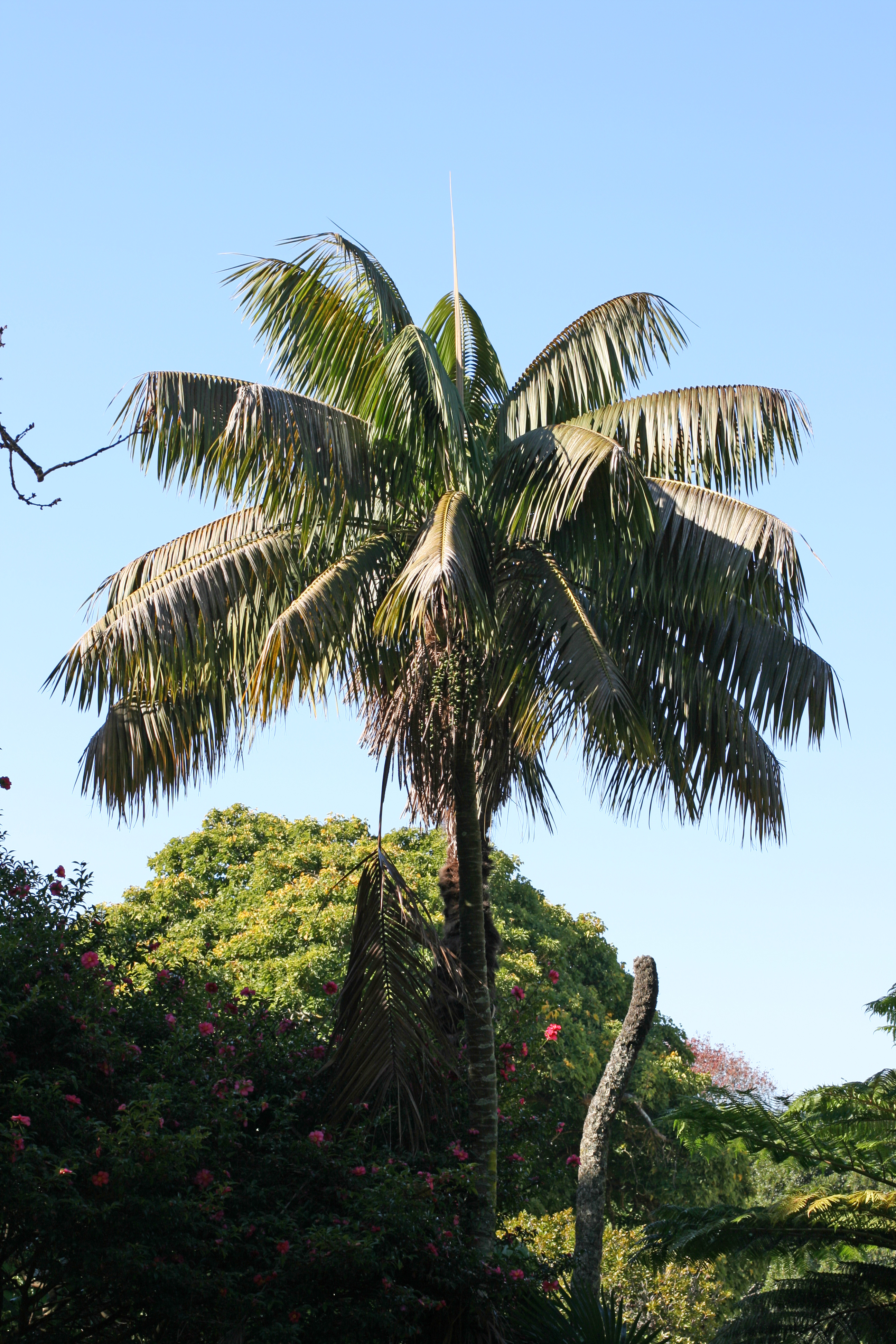
Howea forsteriana

Die Forstersche Kentia (Howea forsteriana), sie wird fast immer einfach Kentiapalme genannt, ist eine auf der australischen Lord-Howe-Insel endemische Palmenart aus der Gattung Howea.

## Merkmale
Der Stamm von ausgewachsenen Exemplaren kann 15 bis 18 m hoch werden, in Kultur erreichen sie jedoch meist nur die Hälfte. Der Stammdurchmesser beträgt 15 cm, wobei die Basis geschwollen ist. Der Stamm ist grau bis hellbraun und dicht mit ringförmigen Blattnarben besetzt.
Die Blattkrone von ausgewachsenen Palmen ist 6 m breit und 3,6 bis 4,5 m hoch. Sie reicht etwas den Stamm hinab, ist aber nicht völlig rund. Die Blätter sind 2,4 bis 2,6 m lang, der Blattstiel ist 1,2 bis 1,5 m lang. Die Rhachis ist gebogen. Die Fiederblättchen sind 60 bis 90 cm lang, dunkelgrün, schmal lanzettlich, schlaff und hängend. An der Blattbasis befinden sich viele braune, verwobene Blattfasern, die erst zusammen mit dem Blatt abfallen.
Die Blatt-Epidermis ist an der Außenseite etwas verdickt, an der Unterseite in den Interkostalfeldern auch etwas papillös. Die Nebenzellen der Stomata haben verdickte Wände, der mittlere Teil des Zell-Lumen ist eingeengt. Ein Palisadenparenchym ist leicht differenziert. Es gibt reichlich Fasern, diese sind mit den adaxialen, eher kleinen Hypodermis-Zellen verbunden.
Die Früchte sind rund 5 cm lang, ellipsoidisch und zur Reife orangefarben oder rot.

## Verbreitung und Ökologie
Howea forsteriana ist endemisch auf der australischen Lord-Howe-Insel. Sie kommt hier vorwiegend über Kalksandstein, der im Tiefland dominiert, im Gegensatz zu ihrer Schwesterart, Howea belmoreana, die in größeren Höhenlagen häufiger auftritt.
Howea forsteriana ist proterandrisch, die männliche Hauptblüte liegt rund zwei Wochen vor der weiblichen. Wachsen die Palmen jedoch auf vulkanischem und nicht auf kalkreichem Untergrund, so erfolgt die Blüte gleichzeitig. Sie blüht etwa sechs Wochen vor Howea belmoreana. Wichtigster Bestäubungsmechanismus ist der Wind.

## Systematik
Howea forsteriana wurde 1870 von Ferdinand von Mueller als Kentia forsteriana in Fragmenta Phytographiae Australiae... Band 7 Teil 54, Seite 100 erstbeschrieben. 1877 wurde die Art von Odoardo Beccari in Malesia Band 1, Seite 66 in die Gattung Howea überstellt.
Das Art-Epitheton forsteriana bezieht sich auf den australischen Politiker William Forster.
Die beiden Schwester-Arten Howea belmoreana und Howea forsteriana haben sich erst nach Entstehen der Lord-Howe-Insel voneinander getrennt. Die beiden Arten sind voneinander reproduktiv isoliert. Sie gelten als Beispiel für sympatrische Artbildung.

## Verwendung
Howea forsteriana ist eine häufige Zierpflanze.
Sie benötigt mäßige, aber regelmäßige Feuchtigkeit. Sie kann im Freien in den USDA-Klimazonen 10 und 11 angepflanzt werden. Ältere Exemplare vertragen leichten Frost.
Howea forsteriana ist eine der häufigsten Zimmer-Palmen und wird seit über 100 Jahren als Innendekoration verwendet. Sie verträgt sowohl schlechtes Licht als auch Vernachlässigung.

## Belege
1. 1 2 3 4 5 6  Robert Lee Riffle, Paul Craft: An Encyclopedia of Cultivated Palms, 4. Auflage, Timber Press, Portland 2007, ISBN 978-0-88192-558-6, S. 350.
2. ↑  P. Barry Tomlinson, James W. Horn, Jack B. Fisher: The Anatomy of Palms - Arecaceae - Palmae. Oxford University Press, Oxford 2011, S. 232. ISBN 978-0-19-955892-6
3. 1 2 3  Vincent Savolainen, Marie-Charlotte Anstett, Christian Lexer, Ian Hutton, James J. Clarkson, Maria V. Norup, Martyn P. Powell, David Springate, Nicolas Salamin, William J. Baker: Sympatric speciation in palms on an oceanic island. Science, 2006, Band 441, S. 210–213. doi:10.1038/nature04566; (PDF, 291 kB) (Memento des Originals vom 24. August 2007 im Internet Archive)  Info: Der Archivlink wurde automatisch eingesetzt und noch nicht geprüft. Bitte prüfe Original- und Archivlink gemäß Anleitung und entferne dann diesen Hinweis.
4. ↑  Howea forsteriana in der World Checklist of Selected Plant Families, abgerufen am 6. Juni 2015.